# Rannij Ranok
Rannij Ranok (ukr. Ранній Ранок) – wieś na Ukrainie, w obwodzie dniepropetrowskim, w rejonie krzyworoskim, w hromadzie Łozuwatka. W 2001 liczyła 634 mieszkańców, spośród których 582 wskazało jako ojczysty język ukraiński, 50 rosyjski, 1 białoruski, a 1 inny.